# 1504 Лаппеенранта
1504 Лаппеенранта (1504 Lappeenranta) — астероїд головного поясу, відкритий 23 березня 1939 року.
Тіссеранів параметр щодо Юпітера — 3,485.
Названий на честь міста та муніципалітету у Фінляндії Лаппеенранта.